# Claviers
Pour les articles homonymes, voir Clavier.
Claviers est une commune française située dans le département du Var en région Provence-Alpes-Côte d'Azur.
Ses habitants sont appelés les Clavésiens, Clavésiennes.

## Géographie
Situé en France, aux portes du parc naturel régional du Verdon, Claviers est un village perché construit sur le versant sud de la colline boisée du Puy.

### Voies de communications et transports

#### Voies routières
Située entre Bargemon, au nord, et Callas au sud, Claviers est accessible par la route départementale RD 55. La ville n'est pas desservie par l'autoroute mais elle est reliée par la D 1555 à l'A8 (échangeur  36 au Muy).

#### Lignes SNCF
La gare TGV la plus proche est celle des Arcs Draguignan.

#### Transports aériens
Les aéroports les plus proches sont ceux de Toulon-Hyères et de Nice-Côte d'Azur.

### Lieux-dits et hameaux
- Hameaux les Meaux[2].

### Communes limitrophes
| Bargemon | Bargemon, Seillans | Seillans |
| Callas   | Claviers           | Seillans |
| Callas   | Callas             | Seillans |

### Géologie et relief
Le village est construit en amphithéâtre sur le versant de la colline du Puy.
On relève de nombreuses cavités naturelles sur la commune : six failles, deux cavités naturelles et un étang (effondrement).
Les reliefs :
- colline du Puy ;
- vallée du Riou.

### Hydrographie
Cours d'eau sur la commune ou à son aval :
- Claviers est arrosé par le Riou de Claviers[5],[6], affluent de l'Endre ;
- Piou de Méaulx ;
- vallons de Pascus, de Cambasson, de Glouriti, de Roudier[7].

### Climat
Pour des articles plus généraux, voir Climat de Provence-Alpes-Côte d'Azur et Climat du Var.
En 2010, le climat de la commune est de type climat méditerranéen franc, selon une étude du Centre national de la recherche scientifique s'appuyant sur une série de données couvrant la période 1971-2000. En 2020, Météo-France publie une typologie des climats de la France métropolitaine dans laquelle la commune est exposée à un climat méditerranéen et est dans la région climatique  Var, Alpes-Maritimes, caractérisée par une pluviométrie abondante en automne et en hiver (250 à 300 mm en automne), un très bon ensoleillement en été (fraction d’insolation > 75 %), un hiver doux (8 °C) et peu de brouillards. 
Pour la période 1971-2000, la température annuelle moyenne est de 13,4 °C, avec une amplitude thermique annuelle de 16,6 °C. Le cumul annuel moyen de précipitations est de 1 016 mm, avec 6,4 jours de précipitations en janvier et 2,6 jours en juillet. Pour la période 1991-2020, la température moyenne annuelle observée sur la station météorologique de Météo-France la plus proche, « Seillans », sur la commune de Seillans à 7 km à vol d'oiseau, est de 14,8 °C et le cumul annuel moyen de précipitations est de 914,4 mm. 
La température maximale relevée sur cette station est de 39,5 °C, atteinte le 7 août 2003 ; la température minimale est de −8,6 °C, atteinte le 20 décembre 2009,,. 
Les paramètres climatiques de la commune ont été estimés pour le milieu du siècle (2041-2070) selon différents scénarios d'émission de gaz à effet de serre à partir des nouvelles projections climatiques de référence DRIAS-2020. Ils sont consultables sur un site dédié publié par Météo-France en novembre 2022.

### Sismicité
Il existe trois zones de sismicités dans le Var : 
- zone 0 : risque négligeable. C'est le cas de bon nombre de communes du littoral varois, ainsi que d'une partie des communes du centre Var. Malgré tout, ces communes ne sont pas à l'abri d'un effet tsunami, lié à un séisme en mer ;
- zone Ia : risque très faible. Concerne essentiellement les communes comprises dans une bande allant de la Montagne Sainte-Victoire, au Massif de l'Esterel ;
- zone Ib : risque faible. Ce risque, le plus élevé du département (qui n'est pas le plus haut de l'évaluation nationale), concerne 21 communes du nord du département.

La commune de Claviers est en zone sismique de très faible risque « Ia ».

## Urbanisme

### Typologie
Au 1er janvier 2024, Claviers est catégorisée commune rurale à habitat dispersé, selon la nouvelle grille communale de densité à sept niveaux définie par l'Insee en 2022.
Elle appartient à l'unité urbaine de Callas, une agglomération intra-départementale regroupant trois  communes, dont elle est une commune de la banlieue,,. La commune est en outre hors attraction des villes,.

### Occupation des sols
L'occupation des sols de la commune, telle qu'elle ressort de la base de données européenne d’occupation biophysique des sols Corine Land Cover (CLC), est marquée par l'importance des forêts et milieux semi-naturels (77,6 % en 2018), en diminution par rapport à 1990 (78,7 %). La répartition détaillée en 2018 est la suivante : 
forêts (77,2 %), cultures permanentes (15 %), zones urbanisées (3,7 %), zones agricoles hétérogènes (3,6 %), milieux à végétation arbustive et/ou herbacée (0,5 %). L'évolution de l’occupation des sols de la commune et de ses infrastructures peut être observée sur les différentes représentations cartographiques du territoire : la carte de Cassini (XVIIIe siècle), la carte d'état-major (1820-1866) et les cartes ou photos aériennes de l'IGN pour la période actuelle (1950 à aujourd'hui).

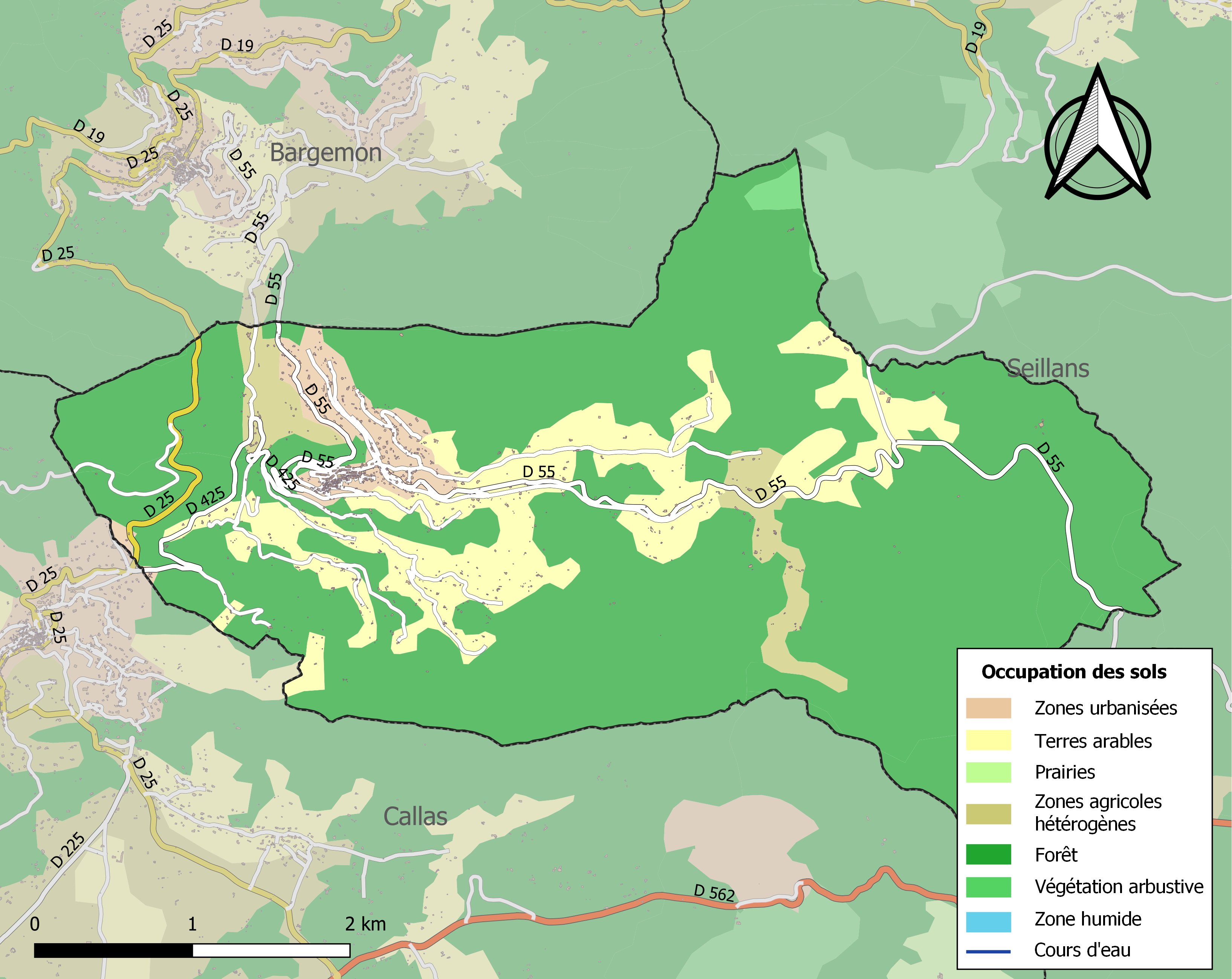
Carte des infrastructures et de l'occupation des sols de la commune en 2018 (CLC).

## Toponymie
L'origine du mot Claviers XIVe siècle provient de "Clavero" au XIe siècle,.

## Histoire

### Préhistoire
L'occupation de la commune remonte au Néolithique, comme l'atteste un dolmen situé sur les bords du riou de Claviers. De plus, près de la chapelle Sainte-Anne, les ruines d'un oppidum celto-ligure ont été mises au jour. Des ossements, datant de l'âge du fer ont également été trouvés, lors de fouilles, dans les grottes du bois de Puy, en 1863 et 1920.

### Antiquité
Lors de travaux sur la route de Grasse, des amphores, sarcophages et pièces de monnaie, de l'époque gallo-romaine, ont été découverts.

### Moyen Âge
- Reste du château, bourg castral de Meaulx[25].

### Renaissance
En 1592 Claviers est nommé "Garnison royale", une porte arrondie de l'ancienne prison en est le dernier vestige.

### LaSeconde Guerre mondiale
- Monument de la résistance, réalisé par le sculpteur Pétrus et inauguré le 10 septembre 1993[26],[27].

## Blasonnement
|  | Les armoiries de Claviers se blasonnent ainsi : D'azur aux deux clefs affrontées d'or, pendant en chevron d'un annelet d'argent en chef |

.

## Politique et administration

### Liste des maires
| Période                                  | Période  | Identité                    | Étiquette | Qualité      |
| ---------------------------------------- | -------- | --------------------------- | --------- | ------------ |
| 1799                                     | 1808     | François-Honoré Abeille     |           | Avocat       |
| 1808                                     | 1817     | Louis-Emmanuel Blanc        |           | Prêtre       |
| 1817                                     | 1821     | François-Honoré Abeille     |           | Avocat       |
| 1821                                     | 1822     | Louis Baron                 |           | Propriétaire |
| 1822                                     | 1826     | Jean-Joseph Castagne        |           | Propriétaire |
| 1826                                     | 1830     | François-Honoré Abeille     |           | Avocat       |
| 1830                                     | 1830     | Louis Baron                 |           | Propriétaire |
| 1831                                     | 1837     | Jean-Joseph Castagne        |           | Propriétaire |
| 1837                                     | 1848     | Pons Roux                   |           | Propriétaire |
| 1848                                     | 1848     | Cabasse                     |           | Propriétaire |
| 1848                                     | 1871     | Antoine-Cyprien Baron       |           | Propriétaire |
| 1871                                     | 1874     | Jean-Baptiste Pierrugues    |           | Propriétaire |
| 1874                                     | 1875     | Antoine-Balthazard Reverdit |           | Propriétaire |
| 1875                                     | 1876     | Siffroy Roquemaure          |           | Propriétaire |
| 1876                                     | 1879     | Jean-Baptiste Pierrugues    |           | Propriétaire |
| 1879                                     |          | Antoine-François Cabasse    |           | Propriétaire |
| Les données manquantes sont à compléter. |          |                             |           |              |
| mars 2008                                | mai 2009 | Sylvain Buzunet             |           |              |
| mai 2009                                 | en cours | Gérald Pierrugues           |           |              |

### Intercommunalité
Claviers fait partie de la communauté de Dracénie Provence Verdon agglomération (ex-communauté d'agglomération Dracénoise) qui regroupe vingt-trois communes du département du Var, dont Draguignan de 110 014 habitants en 2017, créée le 31 octobre 2000. Les 23 communes composant la communauté d'agglomération en 2017 sont (par ordre alphabétique) :
- Communes fondatrices
  - Draguignan ; Châteaudouble ; Figanières ; La Motte ; Les Arcs ; Lorgues ; Taradeau ; Trans-en-Provence.
- Communes ayant adhéré ultérieurement
  - Ampus ; Bargemon ; Bargème ; Callas ; Claviers ; Comps-sur-Artuby ;  Flayosc ; La Bastide ; La Roque-Esclapon ; Le Muy ; Montferrat ; Saint-Antonin-du-Var ; Salernes ; Sillans-la-Cascade ; Vidauban.

### Budget et fiscalité 2020

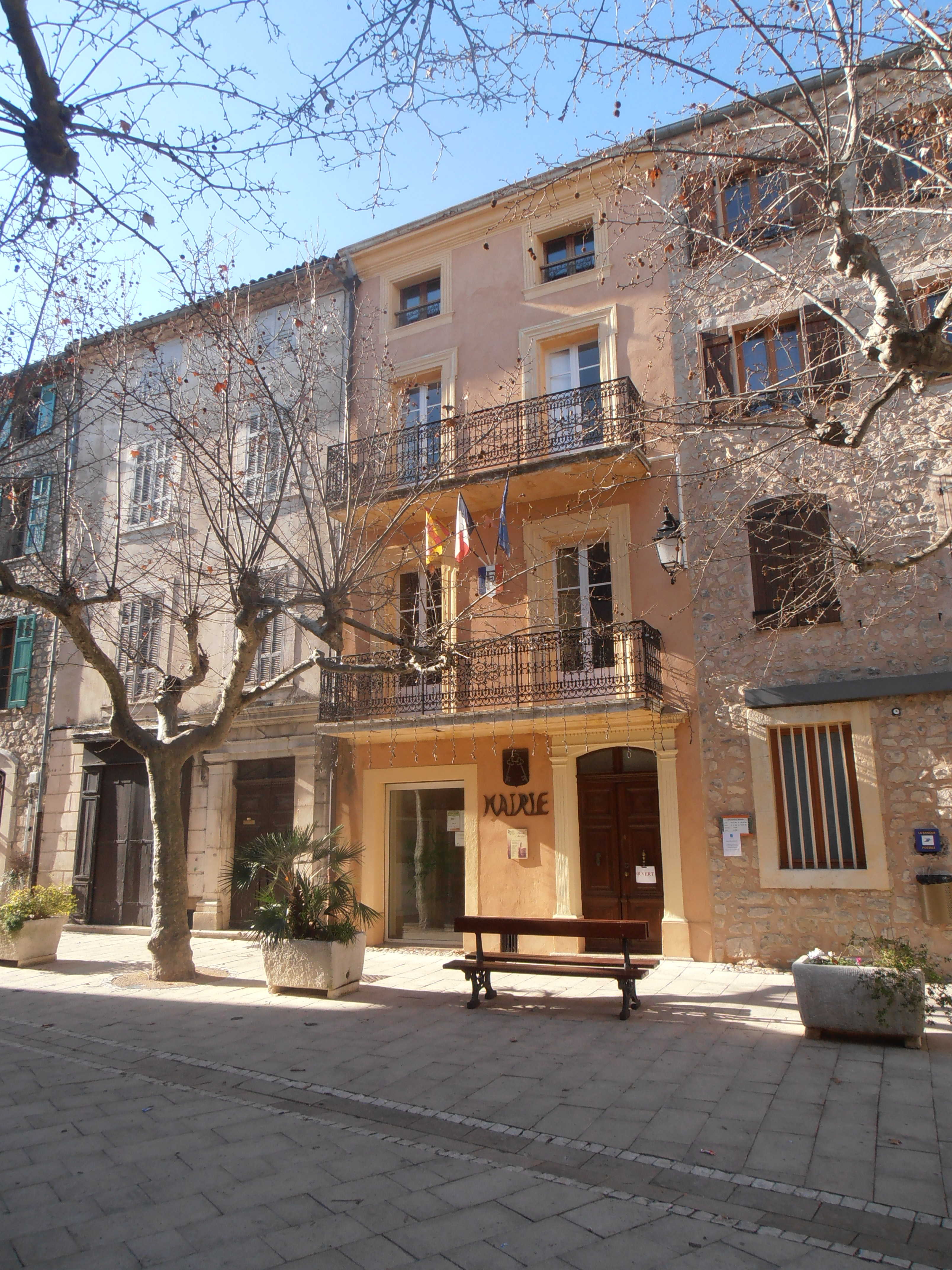
Mairie de Claviers.

En 2020, le budget de la commune était constitué ainsi :
- total des produits de fonctionnement : 733 000 €, soit 1 039 € par habitant ;
- total des charges de fonctionnement : 697 000 €, soit 988 € par habitant ;
- total des ressources d’investissement : 660 000 €, soit 936 € par habitant ;
- total des emplois d’investissement : 955 000 €, soit 1 354 € par habitant.
- endettement : 658 000 €, soit 934 € par habitant.

Avec les taux de fiscalité suivants :
- taxe d’habitation : 10,62 % ;
- taxe foncière sur les propriétés bâties : 10,76 % ;
- taxe foncière sur les propriétés non bâties : 90,66 % ;
- taxe additionnelle à la taxe foncière sur les propriétés non bâties : 0,00 % ;
- cotisation foncière des entreprises : 0,00 %.

Chiffres clés Revenus et pauvreté des ménages en 2018 : Médiane en 2018 du revenu disponible, par unité de consommation : 19 670 €.

## Démographie
L'évolution du nombre d'habitants est connue à travers les recensements de la population effectués dans la commune depuis 1793. Pour les communes de moins de 10 000 habitants, une enquête de recensement portant sur toute la population est réalisée tous les cinq ans, les populations de référence des années intermédiaires étant quant à elles estimées par interpolation ou extrapolation. Pour la commune, le premier recensement exhaustif entrant dans le cadre du nouveau dispositif a été réalisé en 2004.

En 2022, la commune comptait 720 habitants, en évolution de +6,19 % par rapport à 2016 (Var : +4,98 %, France hors Mayotte : +2,11 %).
| 1793  | 1800  | 1806  | 1821  | 1831  | 1836  | 1841  | 1846  | 1851  |
| ----- | ----- | ----- | ----- | ----- | ----- | ----- | ----- | ----- |
| 1 115 | 1 081 | 1 110 | 1 232 | 1 305 | 1 233 | 1 237 | 1 191 | 1 125 |

| 1856  | 1861  | 1866  | 1872 | 1876 | 1881 | 1886 | 1891 | 1896 |
| ----- | ----- | ----- | ---- | ---- | ---- | ---- | ---- | ---- |
| 1 057 | 1 001 | 1 003 | 904  | 845  | 768  | 764  | 736  | 750  |

| 1901 | 1906 | 1911 | 1921 | 1926 | 1931 | 1936 | 1946 | 1954 |
| ---- | ---- | ---- | ---- | ---- | ---- | ---- | ---- | ---- |
| 655  | 626  | 609  | 478  | 503  | 464  | 412  | 376  | 326  |

| 1962 | 1968 | 1975 | 1982 | 1990 | 1999 | 2004 | 2006 | 2009 |
| ---- | ---- | ---- | ---- | ---- | ---- | ---- | ---- | ---- |
| 316  | 359  | 404  | 469  | 597  | 553  | 682  | 688  | 606  |

| 2014 | 2019 | 2022 | - | - | - | - | - | - |
| ---- | ---- | ---- | - | - | - | - | - | - |
| 690  | 720  | 720  | - | - | - | - | - | - |

## Équipements et services

### Transports urbains
- La Dracénie vous transporte[38].
- Le transport à la demande (TAD) de la CAD : TAD Nord[39].

### Enseignement
- École primaire publique[40].
- Les lycées et collèges près de Claviers[41].

### Sports
- Aire Multisports[42].

### Santé
Professionnels et établissements de santé :
- Médecins à Claviers, Bargemon, Callas,
- Pharmacies à Bargemon, Seillans, Figanières,
- L'hôpital le plus proche est le Centre hospitalier de la Dracénie et se trouve à Draguignan, à 16 km[44],[45]. Il dispose d'équipes médicales dans la plupart des disciplines[46] : pôles médico-technique ; santé mentale ; cancérologie ; gériatrie ; femme-mère-enfant ; médecine-urgences ; interventionnel.
- Autres hôpitaux à Figanières, Fayence.

## Vie locale

### Cultes
La paroisse Saint-Sylvestre, de culte catholique, fait partie du diocèse de Fréjus-Toulon, doyenné de Fayence.

## Culture et patrimoine

### Lieux et monuments
Patrimoine civil

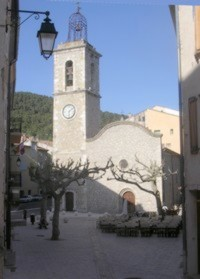
L'église Saint-Silvestre.

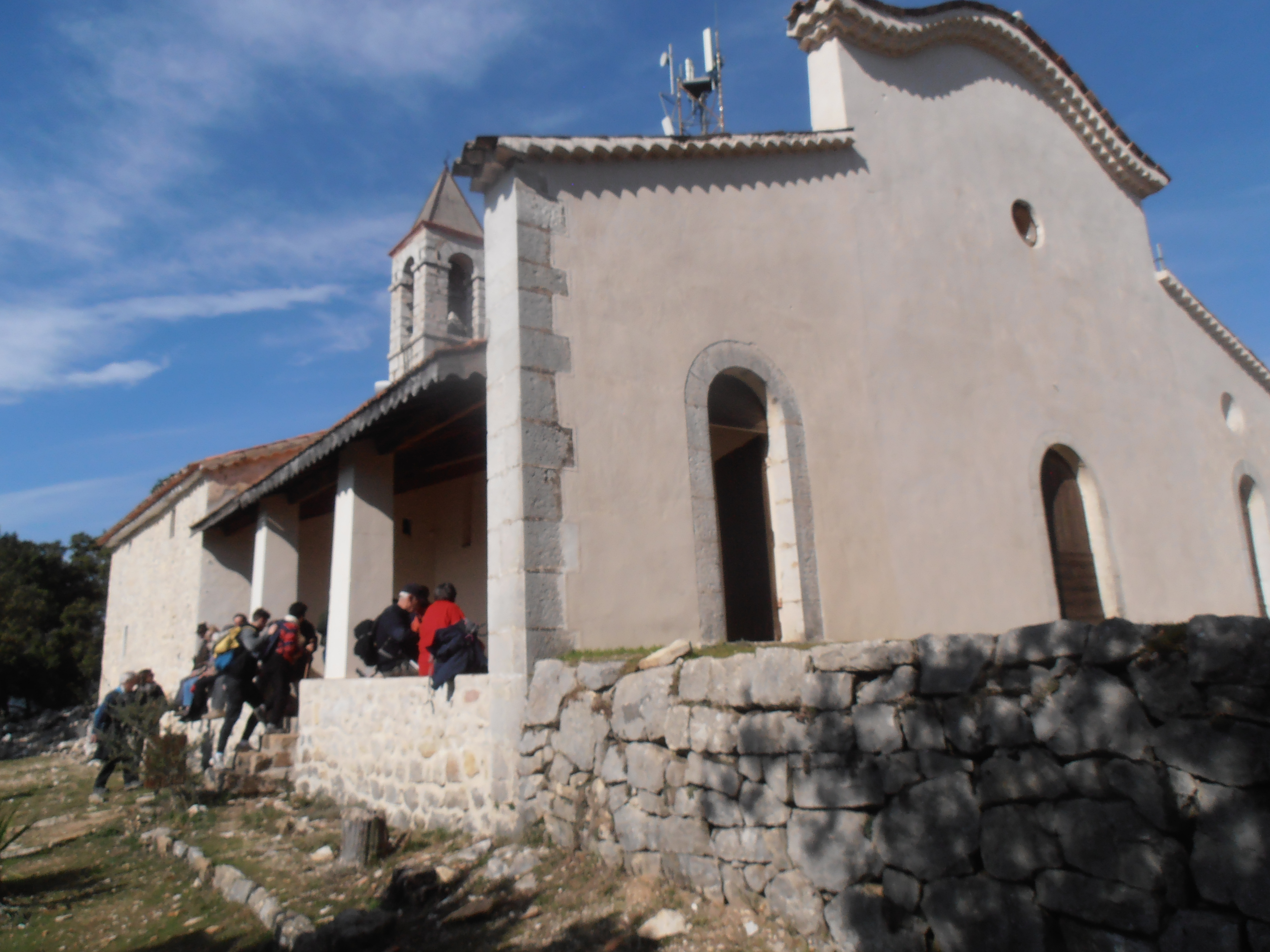
Chapelle Sainte-Anne.

- Ruines d'un oppidum celto-ligures.
- Le vieux Claviers.
- Monuments commémoratifs :
  - Le monument à la Résistance du Haut Var, réalisé par monsieur Petrus, sculpteur[48] et inauguré le 10 septembre 1993.
  - Les plaques commémoratives sur le bâtiment de la Poste.

Patrimoine religieux
- L'église Saint-Silvestre[49],[50],

à l'intérieur on remarque les deux nefs inégales, la nef principale du XIIIe siècle et la petite nef, dite du Saint-Rosaire" du XVIIe siècle,
Le clocher carré, initialement à droite et reconstruit à gauche en 1802. Le campanile a été installé en 1808.
Ses trois cloches sont de 1693, de 1758 et 1838.
L'horloge a été changée en 1900.
Riche mobilier protégé au titre des monuments historiques,.
Grotte de Lourdes du XIXe siècle.
- Le presbytère de l’église Saint-Sylvestre est à Bargemon.
- La chapelle Saint-Sylvestre[58], chapelle seigneuriale XIIe siècle[59].
- La chapelle des Pénitents[60].
- La chapelle Saint-Férréol-de-Méaulx,

Sa cloche de 1740.
- La chapelle Sainte Anne ou Saint-Hermentaire[62].
- La chapelle Saint-Marc en ruine.

## Personnalités liées à la commune
- Alexandre Laugier (1863-1945) : contre-amiral, y est né.
- Claire Simon: née à Londres, a grandi à Claviers et y a réalisé deux documentaires[63].
- Violette Bouyer-Karr, écrivaine et correspondante de la revue féministe catalane Feminal en France.

## Faune et flore
215 taxons terminaux ont été recensés sur la commune (espèces et infra-espèces).